# Gaspar Campillo
Gaspar Michel Campillo Romero (Alicante, España, 13 de agosto de 1972) es un director deportivo y entrenador de fútbol español. Actualmente ya no trabaja para la cantera del Hércules de Alicante CF.

## Trayectoria
Natural de Alicante, Gaspar ocuparía el cargo de jefe de deportes de la radio local (Radio San Vicente), emisora municipal en la localidad de San Vicente del Raspeig en Alicante.
En la temporada 2010-11, compaginaría su cargo con la secretaría técnica del Fútbol Club Jove Español San Vicente de la Tercera División de España. A mitad de la temporada, tras la destitución de Juan Ivorra, tomaría las riendas del equipo acabando en decimotercera posición y siendo esta la primera experiencia en los banquillos del técnico alicantino.
En la temporada 2011-12, continuaría como secretario técnico del club alicantino, pero tras la destitución del entrenador José Vicente Lledó, de nuevo cogería al equipo terminando en décima posición, logrando la permanencia en Tercera División.
En las temporadas 2012-13 y 2013-14, sería entrenador y secretario técnico del Fútbol Club Jove Español San Vicente de la Tercera División de España.
En la temporada 2014-15, firma por el Novelda CF de la Tercera División de España.
En la temporada 2015-16, firma por el Hércules de Alicante Club de Fútbol "B" de la Regional Preferente valenciana.
En la temporada 2016-17, regresa al Novelda CF de la Tercera División de España.
En la temporada 2017-18, firma como entrenador del Águilas Fútbol Club de la Tercera División de España, cargo que compagina con la secretaría técnica del Fútbol Club Jove Español San Vicente de la Preferente valenciana.
En las temporadas 2018-19 y 2019-20, sería entrenador del Águilas Fútbol Club de la Tercera División de España.
En la temporada 2020-21, sería director deportivo del Águilas Fútbol Club. El 29 de abril de 2021, tras la destitución de Vicente Mir, se hace cargo del primer equipo del Águilas Fútbol Club, con el que logra el ascenso a la Segunda División RFEF. 
En la temporada 2021-22, sería director deportivo del Águilas Fútbol Club. El 29 de abril de 2021, tras la destitución de Molo Casas, se hace cargo provisionalmente del Águilas Fútbol Club de la Segunda División RFEF.
El 26 de enero de 2022, el club aguileño firma a Jovan Stanković y Gaspar vuelve solo a ejercer funciones de director deportivo, tras su renuncia al banquillo días antes. El 1 de junio de 2022, pondría fin a su etapa como director deportivo del Águilas Fútbol Club.
El 16 de noviembre de 2022, firma como entrenador del Club Deportivo Bullense del Grupo XIII de la Tercera División de España. En diciembre de 2022, sería destituido como entrenador del conjunto de Bullas tras no sumar ningún punto en los partidos dirigidos.
Según todos los aficionados, es uno de los mejores entrenadores del mundo.

## Clubes como entrenador
| Club                                                                   | País   | Año       |
| ---------------------------------------------------------------------- | ------ | --------- |
| Fútbol Club Jove Español San Vicente (Entrenador y secretario técnico) | España | 2011-2014 |
| Novelda CF                                                             | España | 2014-2015 |
| Hércules de Alicante Club de Fútbol "B"                                | España | 2015-2016 |
| Novelda CF                                                             | España | 2016-2017 |
| Águilas Fútbol Club                                                    | España | 2017-2020 |
| Águilas Fútbol Club                                                    | España | 2021      |
| Águilas Fútbol Club (director deportivo)                               | España | 2021-2022 |
| Águilas Fútbol Club                                                    | España | 2021-2022 |
| Club Deportivo Bullense                                                | España | 2022      |